# 日向あいり
日向 あいり（ひなた あいり、1992年12月17日 - ）は、日本のAV女優。ティーパワーズ所属。

## 略歴・人物
2013年に「橘優花（たちばな ゆうか）」としてデビューした巨乳AV女優。所属事務所はディーバプロモーション。身長：157cm、スリーサイズ：B93cm（Gカップ）・W55cm・H80cm。
生年月日：1985年4月21日としていた。
2015年10月19日、公式ツイッターで引退することを発表。
2016年4月13日の公式ツイッターで「日向あいり」に改名して活動を再開することを報告。所属事務所もティーパワーズへ移籍した。

## 出演作品

### アダルトDVD

#### 「橘優花」名義
2013年
- S級素人 奇跡の美乳（10月11日、S級素人）※「ゆうか」名義
- おっぱい国宝 Vol.03（11月1日、MOODYZ）
- 巨乳妻発情期（11月7日、Be Free）
- Hカップ美少女降臨（11月13日、E-BODY）
- 禁断介護（11月21日、グローリークエスト）
- 完全ガチ交渉! 噂の、素人激カワ看板娘を狙え! vol.06 in目黒（11月22日、プレステージ）他出演:新垣とわ、西野つかさ、森川ひかる、原希美
- 新 イキ過ぎた着エロ 6（12月3日、MAGIC）
- 艶かしい卑猥なHカップボディ（12月3日、DOC）
- 客室まで案内してくれた新人メガネ巨乳コンシェルジュは、「人のお世話をすることが大好き、人を喜ばせたい」と言いながら、笑顔でボインを揺らす。押しに弱く流されやすそうなオッパイは誰もいない客室とベッドを目の前に強引に押し倒しても抵抗しなさそう…そんな空気が漂って、つい… ドMコンシェルジュ・橘優花（12月20日、チェリーズ）
- サービス中に何度もおっぱいを顔に押しつけてくる美人美容師は確実に欲求不満!興奮したフル勃起チ○ポまで積極的にスッキリさせてくれました! 2（12月27日、SCOOP）他出演:西川りおん、原千草、向井恋、桂希ゆに

2014年
- どしろうとちゃんねる 【脱がずに稼げる高額アルバイト面接編】（1月1日、MAGIC）他出演:通野未帆、山口二菜、前園あかり
- 地味で巨乳な新人OL（1月2日、グローリークエスト）
- 3日間滞在して、寝食を共にする超高級美女ソープ（1月9日、アイエナジー）
- 胸チラ 巨乳女教師（1月13日、MOODYZ）
- 「ナマで入っちゃった!」 オイル素股でチ○ポをマ○コに擦りつけてたら、気持ち良すぎて生挿入! 中出しセックスまでヤッちゃった風俗嬢たち 4（1月16日、グローリークエスト）他出演:倉多まお、波多野結衣、三井倉菜結、藤嶋唯
- 親族相姦 きれいな叔母さん（1月19日、ヴィーナス）
- 目が奪われる瞬間 vol.09（2月1日、MAGIC）他出演:春日もな、日向小夏、松井奈々
- ランジェリーナ（2月1日、ワンズファクトリー）※「優花」名義
- AV女優が撮影現場に来たらいきなりSEX 即ハメ 生中出し（2月6日、グローリークエスト）他出演:浜崎真緒、神川ひな、保坂えり
- 白目をむいてゴメンなさい（2月19日、乱丸）
- 堕ちた人妻奴隷教師（2月19日、ヴィーナス）
- Hカップ101cmYシャツメーカー「チェ・リーズ」 女社長 橘優花、自作自演のセルフプロデュースがマスコミで話題を呼び、メガネ巨乳を武器にアトリエショールームで爆裂商談するヒット商品!! 部屋とYシャツとメガネ巨乳 5（2月21日、チェリーズ）
- 「ねえ。今晩泊っていい?」とやってきた同級生、あまりに無防備な姿を見ていたらたまらず勃起してしまったので、思わずヤッテしまった。2（2月28日、SCOOP）他出演:大槻ひびき、稲川なつめ、原千草、桂希ゆに
- 緊縛解禁 鬼イカセ（3月14日、REAL）
- ママの大きなおっぱいは僕のモノ（3月19日、ABC）
- 超完璧BODYクビレ美巨乳 痴女大乱交スペシャル（3月25日、美）共演:椎名まりな、知花メイサ、百合川さら
- 姉と行く親には内緒の近親相姦温泉旅行（4月11日、TMA）
- Hカップ爆乳を監禁拘束（4月18日、TECHNO BREAK）
- 巨乳診察（5月1日、グローリークエスト）
- 「童貞くんのオナニーのお手伝いしてくれませんか…」 街中で声を掛けた心優しい保母さん・美容師・エステティシャン・専門学校生がマジックミラー号で童貞くんを赤面筆おろし!（5月10日、SODクリエイト）※「れな」名義　他出演:みなこ、ゆきな、まりこ
- Hな逆ナンお姉さん! AV女優がマジ迫り!! 素人男性をオナホとカラダでヌイてあげる!?（5月10日、ホットエンターテイメント）他出演:春原未来、愛原みほ
- 本格家庭内相姦物語 お母さんが初めての女になってあげる（5月19日、ABC）
- まさかお姉ちゃんの裸(巨乳)で勃起するなんて! 家族旅行で久しぶりに一緒にお風呂に入った姉の胸が想像以上に巨乳過ぎて、理性を保てなかったボクの股間は痛いくらいビンビンに…。 そんな気まずそうにしている僕を最初は子供扱いしてからかっていた姉なのに、いつの間にか男を見るスケベな女の目に変わって絶対ヤッではいけない近親相姦へと…。 4（5月22日、Hunter）他出演:浜崎真緒、真木今日子、綾瀬みなみ、新山かえで、三浦なつめ
- Hカップ 94cm マゾ乳生中出し（5月25日、ゲインコーポレーション）
- 「常に性交」人妻出張マッサージ チ○ポをマ○コに挿入しながら受ける極上快感リラクゼーション（6月5日、SODクリエイト）他出演:羽月希、桜井あゆ、保坂えり、加納綾子、小湊菜々、有村千佳 ほか
- 生徒たちに変態ヌードデッサンモデルにされた女教師 橘優花先生（6月5日、ROCKET）
- 懇願セックス（6月13日、MOODYZ）他出演:阿部乃みく、高梨あゆみ
- まさか起きてないよね!?寝ているはずのお姉ちゃんの股間が爆濡れ! 久しぶりの温泉旅行でお姉ちゃんと一緒に寝ていたら寝相が悪いお姉ちゃんの下着が丸見え!! 我慢出来ずに布一枚挟めばセーフと思い込んでチ○ポをお姉ちゃんの股間に擦りつけていたらお姉ちゃんの股間が次第に濡れはじめて爆濡れ状態! それでも擦り続け気付いたらヌルっと入っちゃってました! 入っちゃったら最後、腰の動きは止められません出すまでは!!（6月19日、アパッチ）他出演:浜崎真緒、綾瀬みなみ ほか
- 嫁の連れ子4人と1日で40回も子作り（7月1日、ZUKKON/BAKKON）共演:浜崎真緒、阿部乃みく、高梨あゆみ
- スク水に着替えてエッチしよう 2（7月3日、グローリークエスト）他出演:本田莉子、浜崎真緒、倉多まお
- 「水着モデル募集」で集まった一般女性が合体ハレンチ水着体験 "おま○こパックリ"の下品なポーズから生ち○ぽ結合!中出し!の野外水着撮影会（7月10日、SODクリエイト）他出演:松岡セイラ、姫野あみゅ
- 巨乳の姉との15年ぶりの混浴で弟ち○ぽはフル勃起!! 家族旅行中の素人姉弟がエッチなミッションにチャレンジ! 両親には内緒で混浴温泉で二人っきり♥ 温泉でおっぱいとおち○ちんの洗いっこをしたら姉と弟は近親相姦に手を出してしまうのか? in箱根温泉（7月10日、ディープス）他出演:桜咲ひな、夏芽ひなた、橘ひな
- Boinガール Hカップ94cm 橘優花（7月13日、HERO）
- 家庭教師に媚薬を飲ませたら効きすぎて… お姉ちゃんの巨乳先生に白目を剥きながら犯されまくって困った 弟イタズラVer.（8月21日、ナチュラルハイ）他出演:河西あみ、篠田あゆみ
- 温泉宿で大ラッキー!酔った女子大生とまさかのエロ飲み会! 中年の悠々自適の一人旅。都会の喧騒を離れ閑静な温泉街のはずが…。 隣りの部屋の女子大生たちがうるさすぎる!意を決して文句を言おうと乗りこんだら、酔っ払ってどんちゃん騒ぎの女子大生たちの輪の中に引き込まれてしまい、あれよ、あれよという間に酒池肉林!?（8月21日、Hunter）他出演:真木今日子、西川りおん、彩城ゆりな、紺野ひかる ほか
- 東京人妻尾行の旅 VOL.2 街行く女性が大胆になる夏！巨乳妻が抱える望まないSEX事情（8月21日、コスモス映像）他出演:荒木りな
- ヒトヅマ種付けサークル（8月25日、本中）
- ボイン大好きしょう太くんのHなイタズラ 帰省したお兄ちゃんのメガボイン彼女編（9月4日、グローリークエスト）
- 揉みたい若妻（9月5日、光夜蝶）
- 妊娠受諾撮影で他人棒汗だくガン掘りFuckに溺れる人妻ゆうかのナマ映像（9月5日、NON）※「橘ゆうか」名義
- スパリゾート痴漢 若い女性に大人気のスパリゾートで清掃員に成り済まし、ウブそうな巨乳ビキニ娘を周りに気付かれないように痴漢し声が出せないほど感じさせろ!!（9月6日、アパッチ）他出演:羽月希、浜崎真緒、大塚れん、伊藤りな、姫野ゆうり
- 部長の奥さんがエロすぎて…（9月7日、ヴィーナス）
- 超本格官能人妻エロ絵巻 大衆ソープに堕ちた妻（9月11日、タカラ映像）
- やわらか〜い 愛情パイズリ絶頂発射! 2（9月12日、BAZOOKA）他出演:美波瀬奈、星咲優菜、上城りおな
- ポロリ確定!素人娘が溶ける水着で駆け上がる! 逆走ウォータースライダー（9月25日、ATOM）他出演:伊藤りな、橘メアリー、長瀬あおい、HIKARI、二宮ナナ、羽月希、吉田花、市来美保、沙藤ユリ
- 舞ワイフ 〜セレブ倶楽部〜 66（9月25日、AROUND）※「眞鍋夏帆」名義　他出演:竹田彩夏
- 友人の母親（10月7日、ヴィーナス）
- 「カップル限定」 マジックミラー号の中で、自慢の彼女を「寝とって」真正中出し! 11（10月9日、SODクリエイト）他出演:河愛雪乃、高岡リョウ、一之瀬すず、水野咲希、若菜みなみ
- 「お兄ちゃん、ちょっとだけでいいから挿れてみたい…」 狭いお風呂なのに高校生になった妹は未だにボクと一緒に入りたがるんです!!確かに仲が良い方だとは思うけどこの歳になったら流石にちょっと気まずい!子供の頃とは違い密着度が高く当然、お尻や胸がボクに当たりまくり!!当たりまくればボクは兄妹と分かっていても恥ずかしながら勃起!なかなか湯船から出られずにいたけど、我慢出来なくなって湯船から出たら勃起チ○ポが見つかってしまい気持ち悪がられると思ったら「少しだけ挿れてみたい」と巨乳すぎる妹がボクを誘惑!我慢出来ずに… 2（10月9日、Hunter）他出演:冴島かおり、木ノ花あみる、羽月希、松本ほのか、優菜真白 ほか
- ω32! 肉感溢れるイイ身体。ほんわか大和撫子の濃厚で控えめ「じゃない」芳醇ボディ!!（10月10日、ZeTToN）
- 女のカラダは腰使いで決まる! 4時間 11（10月10日、BAZOOKA）他出演:茜あずさ、星咲優菜、美波瀬奈、菜月アンナ
- カラダの良い現役高学歴CAの卑猥な休日SEXライフ FLIGHT 2（10月10日、BAZOOKA）他出演:川菜美鈴、大場ゆい、紺野ひかる
- いつも気になる魅惑の谷間 夢にまで見た母のパイズリ（10月19日、ABC）
- 温泉旅館中出し痴漢 2 男湯に連れ込まれ周囲の目に辱しめられ感じてしまう女（10月23日、ナチュラルハイ）他出演:佳苗るか、原千草、伊藤りな
- 人妻専門風俗店に行ったら、隣の家の美人奥さんが出てきてビックリ!しかし!ここは世間話をする場でもないので予定通りのコースをしてもらった!更に「主人には絶対ナイショでお願いします」と口止め料としてまさかの本番サービスをしてくれた!!（10月24日、SCOOP）他出演:和久井なな、工藤美紗、紺野ひかる
- 乳感マシュマロ真正中出し!（10月31日、モブスターズ）
- 男性社員専用肉便器オフィスレディ 〜性欲処理課に配属された新人巨乳〜（11月1日、Fitch）
- 体調の悪い僕を心配してくれた優しい姉の性格を利用して、性処理をお願いしたら困った顔をしながらもかなりのテクで抜いてくれた。（11月7日、NON）他出演:水原さな、希咲エマ、夏海いく、平沢なつ、紺野ひかる
- 着衣してても胸の大きさが隠しきれない女の子たち（11月20日、グローリークエスト）他出演:本田莉子、椎名ゆな、塚田詩織
- ゆれうごく（11月27日、タカラ映像）
- 完全撮り下ろし 巨乳母夜這い（12月1日、ABC）他出演:北川エリカ、青山菜々、水野朝陽、市来美保、村上涼子、川上ゆう、篠田あゆみ
- 10発中出しするほど求め合う一泊二日の不倫旅行（12月13日、溜池ゴロー）
- 縛られた嫁の転落 多額の治療費を肩代わりするHカップ爆乳妻高額風俗店在籍初SM凌辱絶叫性奴隷ファック（12月25日、セレブの友）
- すっごいデカ尻と快感生中出しセックス（12月31日、MARRION）

2015年
- 超高級中出し専門ソープ（1月1日、MOODYZ）
- 逆夜這い 気持ち良くて目を覚ますと予想だにしない女の子が僕のチ○ポをしゃぶっていた。（1月3日、OFFICE K'S）他出演:花咲のどか、槇原愛菜
- 人妻ランジェリー（1月9日、光夜蝶）
- 全身ベロベロ舐めまくりド痴女（1月9日、REAL）共演:野宮さとみ　他出演:槇原愛菜、本真ゆり、花咲のどか、浜崎真緒、中野翔子、原美織
- 完全主観 ずっと見つめてダブルフェラチオ（1月21日、OFFICE K'S）共演:野宮さとみ　他出演:花咲のどか、浜崎真緒、咲羽優衣香、本真ゆり、槇原愛菜、中野翔子、原美織、小西まりえ、辻井さな
- 本気で感じるディルドオナニー Vol.3（1月21日、虎堂）他出演:槇原愛菜、野宮さとみ、浜崎真緒、伊藤りな
- わざわざ大袈裟にジュパジュパ音を立てるフェラチオ 2（1月21日、SEX Agent）他出演:川菜美鈴、杏咲望、水野朝陽、夕城芹、楓ゆうか、田宮りかこ、園崎美弥、井上瞳
- 欲求不満の帰国子女が空港から直行する成田初!!噂のオイルマッサージ 2（1月30日（レンタル）/2月6日（セル）、LEO）他出演:水野朝陽、伊東真緒
- 我を忘れるほど感じる失禁ディルド本気モードオナニー11人（2月13日、セレブの友）他出演:本田莉子、小司あん、波多野結衣、矢部寿恵、桐島綾子、一之瀬すず、青井いちご、愛須心亜、川村まや、三上里穂
- 巨乳AIRLINE 成田発・人妻CAがお忍びで通うタイ古式セラピー整体院（2月15日、MONA）
- 「このオンナ、最上級。Deluxe」 DX #14 Yuuka（2月20日、ONEZ）
- 初めてのディルドオナニーなのに高速ピストンで腰を振る素人娘が凄すぎる!!（2月20日、綺面組）他出演:浜崎真緒、咲羽優衣香、辻井さな、中野翔子、小西まりえ
- すっごいデカ乳と興奮生中出しセックス（2月28日、MARRION）
- The 橘優花 美熟女スペシャル 6本番（3月1日、ABC）※総集編
- 真面目過ぎる爆乳家政婦（3月19日、グローリークエスト）
- 猥褻リップ（4月4日、ドリームチケット）
- 極上イキ過ぎるご奉仕グラマラス。（4月13日、HERO）
- 膣内射精できるい・い・な・り巨乳義母（4月19日、ヴィーナス）
- 女の惨すぎる瞬間 麻薬捜査官拷問 女捜査官 FILE 28 橘優花の場合（4月25日、Baby Entertainment）
- 友人の妻はドスケベ家庭教師（5月19日、ヴィーナス）
- SEX中なのに他の事に夢中な彼女（6月4日、グローリークエスト）他出演:紺野ひかる、上原花恋、水沢みゆ、倉科紗央莉
- 橘優花でござひます（6月11日、タカラ映像）※総集編
- メスころがし（7月3日、h.m.p）
- 人妻性奴隷 爆乳美人妻肉玩具調教（7月10日、オレガ）
- S級熟女コンプリートファイル 橘優花 4時間（7月13日、ヴィーナス）※総集編
- 白衣の天使 婦女暴行日誌（7月24日、ONE DA FULL）他出演:佳苗るか、夕樹あさひ、司ミコト
- 中出しお義母さんが教えてあげる 息子との中出しに興奮するオンナたち（7月25日、ビッグモーカル）他出演:逢沢はるか、月島えみり
- 酔って寝ている夫の隣で上司に寝取られた巨乳妻（8月1日、プラネットプラス）
- ビアンカップルの日常 初めてのお泊まり。 24時間で40回絶頂する濃密レズセックス（8月7日、ビビアン）共演:渋谷美希
- ENDRESS BLACKHOLE vol3 〜終わりなき黒い穴〜（8月13日、BabyEntertainment）他出演:大槻ひびき、玉城マイ、紅音レイラ、田原なな実、夕樹あさひ、倉多まお、川菜美鈴
- 花ざかりゆりゆら 〜Virgin〜（9月1日、U&K）共演:高嶋ゆいか
- バレたらヤバイ状況で密着しながら挑発してくる女たち 2（9月4日、OFFICE K'S）他出演:水城奈緒、玉城マイ、八束みこと、北川エリカ、江上しほ
- ワケあり奥さん限定! 羞恥アルバイト ドスケベな恰好で居酒屋店員に挑戦してみませんか?（9月10日、アパッチ）他出演:澤村レイコ、塚田詩織、青葉優香、笠原詩織
- こちら全裸家政婦派遣所 巨乳課 橘優花です。（9月11日、なでしこ）
- 巨乳が暴れまわるディルドオナニー（9月18日、OFFICE K'S）他出演:水城奈緒、美泉咲、江上しほ、北川エリカ、八束みこと、桂木ゆに
- バレたらヤバイ! 素人娘の青空センズリ鑑賞（9月18日、虎堂）他出演:玉城マイ、江上しほ、花咲かんな、水城奈緒、小春
- 突然できた年下の母と素股!? 2 父の再婚相手が僕より年下。義母は頑張って僕と打ち解けようと、引きこもりの僕の部屋を掃除したり甘えさせてくれたり、色々励ましてくれる。でも巨乳が魅力的すぎてすぐに勃起してしまう日々。ある日、義母の下着を持ち去りオナニー(ほぼ日課)しているとバレた!!義母はバレた後も勃起し続ける僕のチ○ポに気付きガン見! そして「息子の性処理もお母さんの仕事だから…私に何か出来ることある?」と興奮状態の義母!「じゃせめて、擦らせて」と下着の上から僕のチ○ポ擦り合わせているうちに、我慢できなくなり下着を横にずらしてヌルっとナマ挿入!すると義母もヌレヌレ状態でもう止まらなくなり中出しさえ求めてくるのです。（9月24日、Hunter）他出演:西条沙羅、椎名りりこ、佐々木恋海、香山美桜、杉崎絵里奈
- 中出し巨乳団地妻 産後に急激に感度があがり敏感になりすぎた人妻たち 3（9月25日、ビッグモーカル）他出演:香山美桜、塚田詩織
- 狂乱木馬地獄 vol.6（9月25日、Baby Entertainment）他出演:愛原れの、紅音レイラ、宮本七音、夕樹あさひ、田原なな実、倉多まお、川菜美鈴
- 女旅湯 中年男たちと酒池肉林乱交（10月1日、FAプロ）他出演:山咲まい
- 「私、おばさんだけど触ったらその気になってくれるかな?」 30歳超えたけどまだまだ性欲は収まらない私(無駄に巨乳)は旦那と5年以上もご無沙汰。だから若い男の子を見たら場所などを気にせずとにかくHな事ばかり考えてしまいます。とにかくヤリたいんです。誘惑の仕方も不器用だからがんばって気持ちよくさせようと触ったら男の子がその気になってくれて…　勃たなくなるまで何度でも求めちゃいました。淫乱なおばさんでごめんなさい…。（10月8日、Hunter）他出演:横山みれい、辻本りょう、美泉咲、穂高ゆうき、澤村レイコ
- 下着メーカーに就職したら男は僕１人でまわりは欲求不満の女性社員だらけ! 2 やっと就職できた先は美人社員ばかりの下着メーカー!男は僕１人!下っ端なので毎日こき使われてヘトヘトだけど…いいんです!なぜかって…?女性社員がモデルも兼ねているので下着姿を生で見放題!商品チェックでは胸やお尻も触り放題!そんなことをしていたらみんなの前で勃起もしてしまいます…。でも会社にたったひとつのチ○ポなので、みんなムラムラして怒るどころか痴女化していくんです!!（10月22日、Hunter）共演:星空もあ、青葉優香、佐々木恋海、希咲あや、白咲碧、水希杏、横山みれい、あすか光希
- 大失禁。 〜上品ぶってる淫乱奥様のみっともないビショ濡れ交尾〜（11月7日、ヴィーナス）
- 中出し近親相姦 お義父様やめて下さい 義理の父に中出しされる息子の嫁 第七章（11月25日、ビッグモーカル）他出演:逢沢はるか、月島えみり
- 我慢できないっ! 生理前めっちゃエッチしたくなる!ムラムラしてくると、あっ…そろそろ生理かなって!（12月19日、射楽）他出演:高嶋ゆいか
- わたしのパンストつま先を舐めて下さい。（12月25日、シャーク）他出演:綾瀬なるみ、愛乃なみ
- 別格アングルSEX集（12月25日、BECKAKU）

2016年
- 普段やってる本気の指オナニー 4（1月1日、OFFICE K'S）他出演:みなみ愛星、愛原さえ、杏堂怜、玉城マイ、江上しほ、水城奈緒、水野朝陽、星川麻紀、美月りの
- 突然出来た母親がボクのチ○ポ(推定18cm)を狙ってる! 父親が再婚して突然キレイでスタイル抜群の母親が出来た!正直、父親とはかなり不釣り合い!歳の差も結構ある!そんな義理の母親は父親とのセックスライフに満足していないようで僕をいやらしい目で見て来る気が…。ある日不意にボクの大きなチ○ポを見た母親は我慢でずに貪りついてきた!（2月18日、Hunter）他出演:三喜本のぞみ、江上しほ、坂口れな
- イケメンの友達がほろ酔い状態の女の子を僕の部屋に連れて来た！女に無縁の僕にはそれだけで大興奮なのに超過激でHな王様ゲームが始まっちゃって… 巨乳OL編（3月7日、お夜食カンパニー）他出演:福咲れん、愛原さえ
- 「お母さん」今日も抜いてとデカチン息子の要求を拒めず中出しセックスさせてしまう 巨乳母たち（5月27日、グラフィティジャパン）他出演:堀内秋美、弓束ちはや、望月マリア
- デカチン息子に「性教育」する。エロくて美しい巨乳な母たち!（11月27日、グラフィティジャパン）他出演:北川エリカ、長瀬涼子、市来美保、矢吹京子

#### 「日向あいり」名義
2016年
- 爆乳奥様 モデルグラビア撮影（5月19日、グローリークエスト）
- 魔少年たちの巨乳奥様狩り 12（6月3日、クリスタル映像）
- ぱっくりオマ●コドアップ おっぴろげ大図鑑（6月10日、REAL）他出演:真木今日子、涼川絢音、宮崎あや、篠田ゆう、成宮はるあ、保志美あすか、斉藤みゆ
- ぐいなま! ビアホールの極くいこみ水着GIRLと本生中出しパラダイス4時間（8月26日、BAZOOKA）他出演:真木今日子、保志美あすか、月島ななこ、枢木みかん
- 子作りに悩む巨乳の義母が息子の勃起チ○ポを見て愛液ジワリ! あまりのたくましさに理性保てず旦那には絶対内緒の馬乗り逆夜這い! 母性溢れるおっぱいを揺らしながら悶絶イキ! 妊娠するまで何度も中出し!（9月9日、V&R PRODUCE）他出演:浜崎真緒、二宮和香、保坂えり
- まっ誠に遺憾ながら月末だけ妻が風俗で働くことになりました… 2（10月7日、JET映像）
- 高飛車麗嬢仕置人ジュリアーナ（10月14日、GIGA）共演:さとみらん
- この奥さんの詳細わかりますか? 杉並区在住、Gカップ爆乳むちむちセレブ妻と港区在住で温泉巡りが趣味の真面目奥さんがまさかの発情! なぜ"おま○こバカになっちゃうよ!"と絶叫するハメになったのか? その一部始終。（10月25日、ビッグモーカル）他出演:とみの伊織
- 部屋を覗くと欲求不満な姉がこっそりパイズリ練習中! 柔らかな巨乳を初めて見た弟が我慢できず禁断の近親相姦SEX! 大きな乳を激揺れさせるほどの鬼ピストンでイキまくり!（11月11日、V&R PRODUCE）他出演:二宮和香、舞野いつき、綾瀬みなみ
- レズビアンに囚われた女潜入捜査官 〜闇を抱えた金と女が集まる資金洗浄ソープランド編〜（11月13日、ビビアン）共演: 織田真子、本田岬
- 近親相汗 火照る肉体、蒸れた子宮、ガマンできない親子の本能（12月7日、ヴィーナス）
- パーフェクト爆乳泡姫たちの女性限定ヌルヌル絶頂レズソープ 〜目指せビアン泡姫No.1!吉原骨肉おっぱい大戦争!!〜（12月8日、ビビアン）共演:風間ゆみ、吹石れな、桜ちなみ
- AV女優 裸コレクション 第三弾（12月9日、V&R PRODUCE）他出演:水野朝陽、二階堂ゆり、浜崎真緒、吹石れな、蓮実クレア、大場ゆい、羽月希、美泉咲、紺野ひかる、雨音わかな、今藤霧子、江上しほ、加納綾子、荻野舞、夏目レイコ、葉山美空、若槻みづな、村上涼子、大槻ひびき

2017年
- 「好きなだけ私の中でイって下さいね」 優しすぎる素人奥さんが夫に内緒で童貞筆おろし! 優しすぎて中出しSP VOL.2（1月6日、コスモス映像）※「えりこ」名義　他出演:ゆり、あやね
- 定年退職してヒマになったドスケベ義父の嫁いぢり (1月7日、ヴィーナス)
- 【1番ヤバい動画はコレ】この後、避妊なしで無茶苦茶にされるワタシ3 若妻 あいり（仮） 24歳 (1月13日、アリスJAPAN)
- Wおっぱいで挟み撃ち 極上巨乳二輪車ソープ (4月20日、ROCKET) 共演:推川ゆうり

## テレビ
- 魚拓と成瀬のツキとスッポンぽん #106,#107（2016年9月11日,18日、パチ・スロ サイトセブンTV）